# Felső-Uele tartomány
Felső-Uele tartomány (Haut-Uele) a Kongói Demokratikus Köztársaság 2005-ös alkotmánya által létrehozott közigazgatási egység, a korábbi Orientale tartomány része az ország északkeleti határán. Az alkotmány 2009 februárjában, 36 hónappal az azt elfogadó népszavazás után lépett hatályba. Fővárosa és egyben a környék legnagyobb városa Isiro. A tartomány nemzeti nyelve a lingala.

## Nevének eredete
Nevét az Ueléről, a tartományt átszelő legnagyobb folyóról kapta.

## Körzetei
- Dungu
- Faradje
- Ruengu
- Wamba
- Watsa

## Nevezetességei
Itt található a Garamba Nemzeti Park, a szélesszájú orrszarvú (északi fehér orrszarvú) utolsó ismert élőhelye.